# Off-Broadway
Off-Broadway est un terme désignant les pièces de théâtre, les comédies musicales et les revues jouées à New York mais qui n'entrent pas dans la définition du théâtre de Broadway.

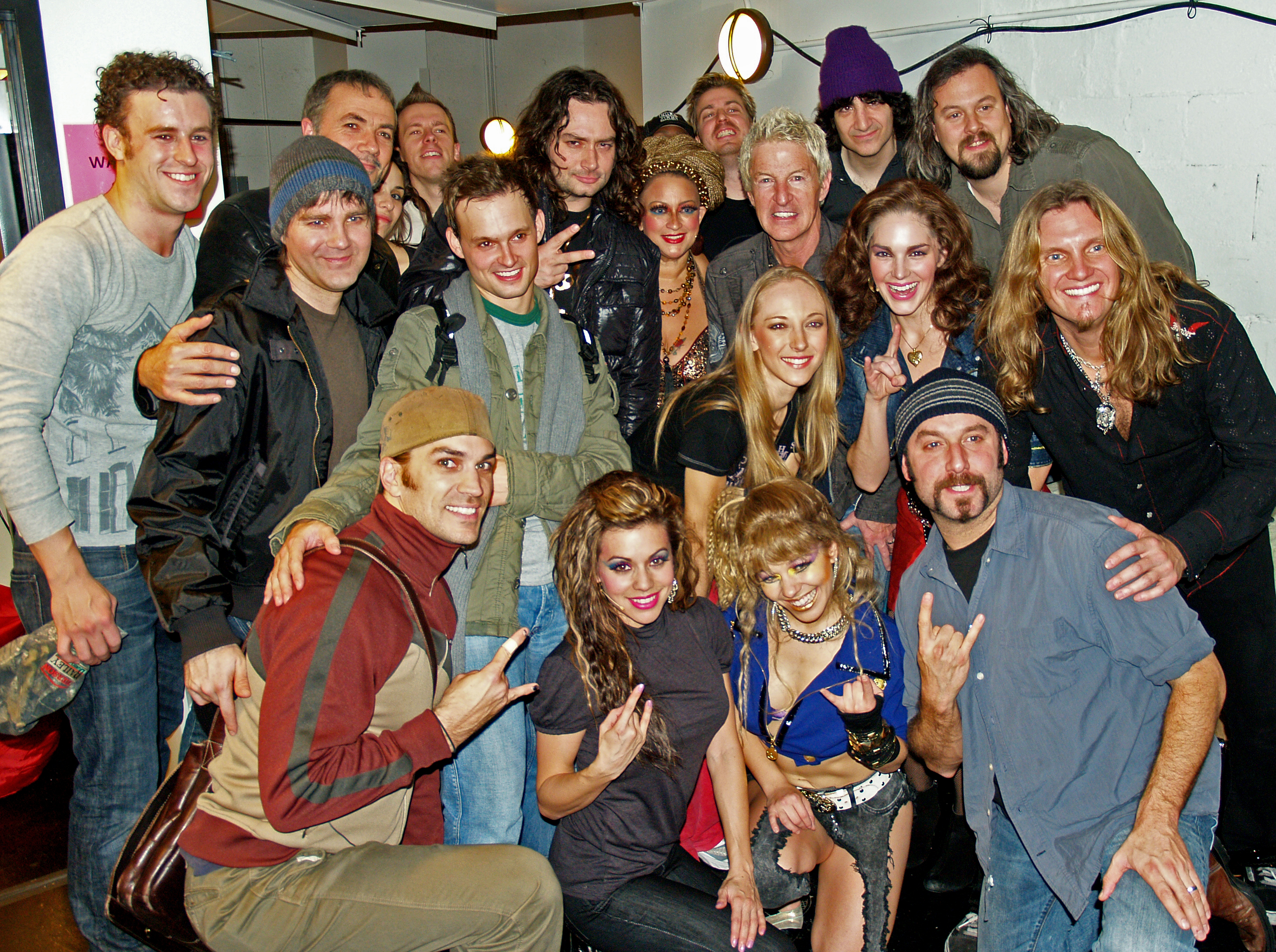
Le casting de la comédie musicale Rock of Ages de 2008 (off-Broadway).

Le terme est apparu aux alentours de l'année 1945 pour désigner les productions théâtrales qui désiraient se libérer de l'orientation jugée trop commerciale des théâtres de Broadway. Dans les années 1950, différents acteurs, metteurs en scène, dramaturges se font connaitre par les théâtres de l'Off-Broadway comme Alice Childress, Joseph Papp, Edward Albee, Charles Gordone (en), Paul Zindel, Sam Shepard, Lanford Wilson, John Guare, Harold Pinter,.
La dramaturge Alice Childress, grâce à ses succès, fonde un syndicat pour défendre les acteurs qui se produisent dans les théâtres de l'Off Broadway qui sera reconnu par d'autres syndicats d'acteurs new-yorkais comme l'Actors' Equity Association (en) et le Harlem Stage Hand Local,.
D'après L'Histoire de New York, Off-Broadway désigne les salles entre 99 et 499 places, par opposition à Broadway qui désignerait les salles de plus de 500 places, et Off-Off-Broadway les salles de moins de 99 places, où sont présentées les œuvres du théâtre plus expérimental.
Le nombre de productions à Broadway et off-broadway est à peu près équivalent. En 1964, le salaire d'un acteur off-broadway est de 45 dollars alors qu'à Broadway il est de 125 dollars. Mais, les coûts de production augmentant de 1945 à 1950, étant passé de 500 dollars à 15 à 20 000 dollars au milieu des années 1960, les jeunes metteurs en scène éprouvent de plus en plus de difficultés pour créer une nouvelle pièce off-broadway. Par conséquent, les prix des places augmentant, le public off-broadway change et le répertoire devient progressivement hanté par de mauvaises imitations des pièces de Broadway.